# Chirimia punctata
Chirimia punctata är en ringmaskart som först beskrevs av Zachs 1933.  Chirimia punctata ingår i släktet Chirimia och familjen Maldanidae. Inga underarter finns listade i Catalogue of Life.